# اختراق العام
اختراق العام هي جائزة سنوية تمنحها مجلة الجمعية الأمريكية لتقدم العلوم منذ عام 1996 لأهم تطور في مجال البحث العلمي.كل عام وبعد مناقشات كثيرة يقوم المحررين وكتّاب المجلة باختيار تطور كبير كاختراق العام، الجائزة مستوحاة من جائزة شخصية العام التي تقدمها مجلة تايم الأمريكية.

## اختراق العام
- 1996: فَهْم فيروس العوز المناعي البشري[3]
- 1997: النعجة دوللي أول حيوان ثديي يتم استنساخه بنجاح.[4]
- 1998: تسارع توسع الكون[5]
- 1999: الخلية الجذعية.[6]
- 2000: تسلسل المحتوى الوراثي المتكامل[7]
- 2001: دائرة النانو أو الالكترونيات على نطاق جزيئي [8]
- 2002: تداخل الحمض النووي الريبوزي[9]
- 2003: الطاقة المظلمة[10]
- 2004: متجول سپيريت
- 2005: التطور عمليًا
- 2006: برهنة حدسية بوانكاريه
- 2007: التغير الجيني البشري
- 2008: إعادة البرمجة الخلوية
- 2009: الأرديپيتيكوس راميدوس
- 2010: أول آلة كمومية
- 2011: HPTN 052 تجربة سريرية
- 2012: اكتشاف بوزون هيجز
- 2013: المعالجة المناعية للسرطان
- 2014: مهمة روزيتا
- 2015: كريسپر طريقة التعديل الجيني
- 2016: أول عملية رصد للأمواج الثقالية.[11][12][13]
- 2017: اندماج نجمان نيوترونيان (GW170817)[14][15][16]